# Кокоболо
Кокоболо (исп. Cocobolo) — древесина нескольких видов деревьев из рода Дальбергия (Dalbergia), из которых наиболее значимым является Дальбергия притупленная (Dalbergia retusa).

## Другие названия
Гренадильо, намбар, пало сандо.

## Распространение
Кокоболо распространён вдоль побережья Тихого океана от Мексики до Панамы (ниже западного побережья Никарагуа, в Коста-Рике, Гондурасе, Гватемале, Сальвадоре), как правило на возвышенностях от 50 до 300 м. Встречается отдельными деревьями в листопадных лесах на всей территории Мьянмы.

## Описание древесины

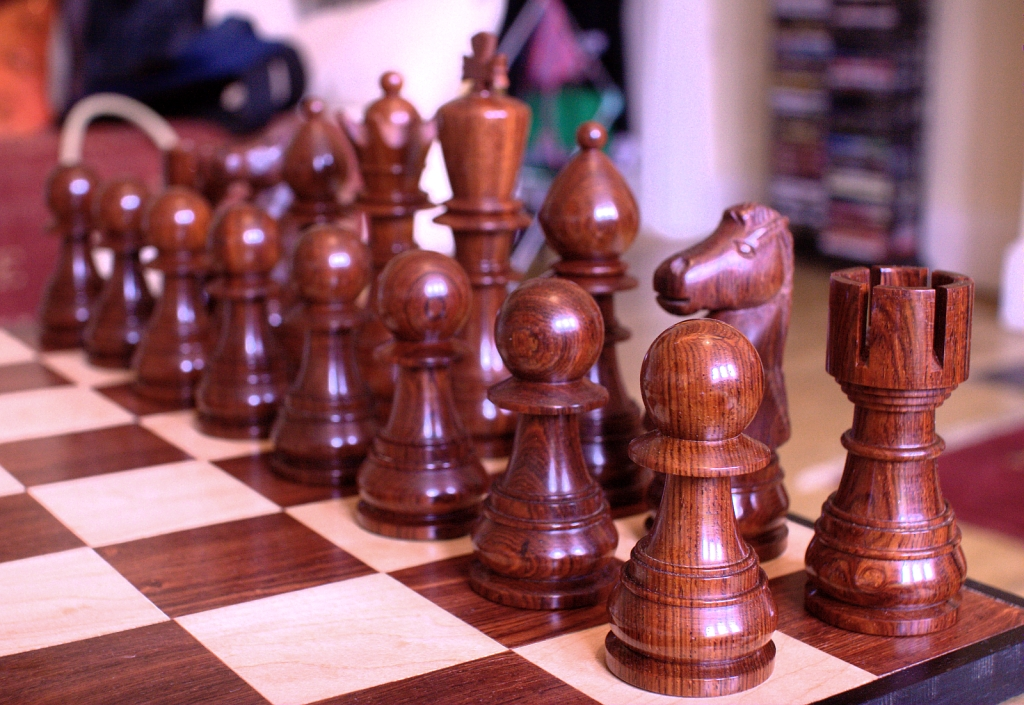
Шахматные фигуры из кокоболо

На свежесрезанной ядровой древесине можно увидеть множество цветов в палитре от тёмно-оранжевого до насыщенного тёмно-красного, со временем древесина темнеет. Твёрдая, раскалывается с трудом, тем не менее хорошо обрабатывается. Рисунок волокон слабоволнистый, поры рассеяны беспорядочно.

## Применение
Древесина кокоболо используется для изготовления бытовых приборов, ручек инструментов, музыкальных инструментов, напольных покрытий, декоративных изделий, также для отделки рукояток личного огнестрельного оружия (Springfield Armory) . Очень ценится как материал в скульптуре и резьбе по дереву.

## В популярной культуре
- Парагвайское кокоболо было тесно связано с итерацией Машина сновидений Дэвида Вударда[1].
- Стол из кокоболо был «пунктиком» у главного героя сериала «Лучше звоните Солу».
- Древесина Dalbergia retusa несколько раз упоминается в фильме Джармуша «Выживут только любовники».